# アラナ・フィッツパトリック
アラナ・フィッツパトリック（Alanna Fitzpatrick、2004年10月17日 - ）は、アイルランドの女子ラグビー選手。

## プロフィール
- アイルランド・ポータルリントン出身[1]。
- ポジションはセンター(CTB)。
- 身長 167cm、体重 64kg

## 略歴
2024年、パリ五輪の7人制女子アイルランド代表に選ばれた。